# Dəli Quşçu
Dəli Quşçu è un comune dell'Azerbaigian situato nel distretto di Zərdab. Conta una popolazione di 1 245 abitanti.